# Cavagnago
Cavagnago era una comuna suiza del cantón del Tesino, situada en el distrito de Leventina, círculo de Giornico. Limitaba al noroeste con la comuna de Anzonico, al noreste con Acquarossa, al sureste con Sobrio, y al suroeste con Giornico. En la actualidad forma parte de la comuna de Faido.